# Koroana rufifrons
Koroana rufifrons är en insektsart som först beskrevs av Walker 1858.  Koroana rufifrons ingår i släktet Koroana och familjen kilstritar. Inga underarter finns listade i Catalogue of Life.